# Guillermo Gutiérrez Vea Murguía
Guillermo Gutiérrez Vea Murguía (La Paz, 29 de mayo de 1912 - Buenos Aires, 13 de septiembre de 1983), fue un destacado diplomático, periodista, escritor y empresario boliviano.
El escritor boliviano Alfonso Crespo lo define como “polifacético, dotado de múltiples talentos reacios a ser encasillados en una sola dimensión, su trayecto existencial fue fulgurante como el de un meteoro, consumido al final por su propia llama”.
A los 17 años se empleó en el periódico La Linterna, del que después fue director, siendo muy joven. En 1932, al estallar la guerra del Chaco, entra Bolivia y Paraguay, se enlistó en el Ejército y fue al campo de batalla.
Después de volver de la guerra, en la que obtuvo varias condecoraciones, se relacionó al consorcio minero que había creado Carlos Aramayo, uno de los grandes empresarios bolivianos, conocido como uno de los “tres barones del Estaño”. Aramayo lo contrató para que trabajara en La Razón, el diario que era de su propiedad, donde tuvo varias funciones hasta convertirse en su director-gerente, entre 1939 y 1943. Aunque fue acusado de “conservador y antiobrero”, La Razón era considerado también como uno de los mejores periódicos de Sudamérica, lo que lo hizo acreedor en 1947 del premio María Moors Cabot, que entrega la Universidad de Columbia, de Nueva York. 
En la segunda mitad de los años 40, Gutiérrez Vea Murguía ocupó cargos diplomáticos y fue también ministro de Estado. En 1951 se presentó como candidato a la presidencia, pero logró escasa votación.
En 1952 La Razón fue asaltado por adherentes a la Revolución Nacional de ese año y sacado de circulación.
En los años 50 Gutiérrez salió al exilio, donde siguió dedicándose al periodismo y se involucró con la Sociedad Interamericana de la Prensa (SIP). Ganó el premio Cabot de periodismo en 1968 “por sus perseverantes esfuerzos para mejorar y fortalecer a los periódicos libres y responsables de América Latina”.
Retornó a Bolivia en 1971, durante el gobierno militar de Hugo Banzer Suárez, y obtuvo varios cargos públicos, el más importante de ellos, en 1975, el de embajador en Chile, el primero desde la rotura de las relaciones diplomáticas de ambos países de 1964. Ayudó a conducir la más importante negociación boliviana para la recuperación de una salida soberana al Pacífico y consiguió que Chile planteara por escrito una solución. Las negociaciones fracasaron en 1975.
En los últimos años de su vida Gutiérrez Vea Murguía volvió a relacionarse con la minería, hasta su fallecimiento, en 1983.
Durante su vida fue autor de libros sobre diplomacia, periodismo e historia.